# Луговое (Симферопольский район)
Лугово́е (до 1948 года Чокурча́; укр. Лугове, крымскотат. Çuqurça, Чукъурча) — село, вошедшее в состав Симферополя в 1977 году, располагавшееся на востоке города, на правом берегу Малого Салгира. В настоящее время микрорайон Киевского района города Симферополь.

## История
Поселение Чукурчи в последний период Крымского ханства относилось к Акъмечетскаго каймаканства Акмечетскому кадылыку, что записано в Камеральном Описании Крыма 1784 года.
После присоединения Крыма к России (8) 19 апреля 1783 года, (8) 19 февраля 1784 года, именным указом Екатерины II сенату, на территории бывшего Крымского Ханства была образована Таврическая область и деревня была приписана к Симферопольскому уезду. После Павловских реформ, с 1796 по 1802 год, входила в Акмечетский уезд Новороссийской губернии. По новому административному делению, после создания 8 (20) октября 1802 года Таврической губернии, Чокурчи был включён в состав Эскиординской волости Симферопольского уезда.
Согласно Ведомости о всех селениях в Симферопольском уезде состоящих с показанием в которой волости сколько числом дворов и душ… от 9 октября 1805 года, в Чокурчи в 35 дворах проживало 187 крымских татар, а, судя по российским военным топографическим картам, в 1817 году в деревне Чокурчи числилось 50 дворов. После волостной реформы 1829 года деревню отнесли к Сарабузской волости. На карте 1836 года в деревне 33 двора, а на карте 1842 года в деревне было 30 дворов.
В 1860-х годах, после земской реформы Александра II, деревня осталась в составе преобразованной Сарабузской волости. В «Списке населённых мест Таврической губернии по сведениям 1864 года» по результатам VIII ревизии 1864 года Чокурча — общинная татарская деревня, с 45 дворами, 231 жителем и 1 мечетью при речкѣ Малом Салгирѣ, а на трёхверстовой карте 1865—1876 года дворов в деревне 26. В «Памятной книге Таврической губернии 1889 года» по результатам Х ревизии 1887 года деревня записана с 48 дворами и 251 жителем.
После земской реформы 1890-х годов деревню передали в состав новой Подгородне-Петровской волости. По «…Памятной книжке Таврической губернии на 1892 год» в деревне Чокурча, входившей Подгородне-Петровское сельское общество, числилось 393 жителя в 107 домохозяйствах. На верстовой карте 1892 года в Чокурчи обозначено 50 дворов с татарским населением. Сохранился документ о выдаче ссуды неким Шевченко, Гехту и Деккер под залог имения при деревне Чокурчи от 1896 года. По «…Памятной книжке Таврической губернии на 1902 год» в деревне Чокурча, входившей в Подгородне-Петровское сельское общество, числилось 233 жителя в 50 домохозяйствах. По Статистическому справочнику Таврической губернии. Ч.II-я. Статистический очерк, выпуск шестой Симферопольский уезд, 1915 год, в деревне Чокурча Подгородне-Петровской волости Симферопольского уезда, числилось 65 дворов с татарским населением в количестве 720 человек приписных жителей и 40 — «посторонних», из которых 372 мужчины и 488 женщин. Жители владели 215 десятинами удобной земли. В хозяйствах имелось 18 лошадей, 35 коров и 600 голов мелкого скота. Согласно списку 1915 года «…русских подданных из австрийских, венгерских или германских выходцев» землевладельцев, опубликованном в газете «Таврические губернские ведомости» в апреле 1915 года, при деревне Чекурча значатся Гехт Михаил Христианович, владевший 263 десятинами пахотной и 30 десятинами усадебной и садовой земли и его жена Гехт Луиза Яковлевна, владелица 276 десятин пахотной земли. На 1917 год в селении действовала ссудно-сберегательная касса.
После установления в Крыму Советской власти, по постановлению Крымревкома от 8 января 1921 года была упразднена волостная система и село включили в состав вновь созданного Подгородне-Петровского района Симферопольского уезда, а в 1922 году уезды получили название округов. 11 октября 1923 года, согласно постановлению ВЦИК, в административное деление Крымской АССР были внесены изменения, в результате которых был ликвидирован Подгородне-Петровский район и образован Симферопольский и село включили в его состав. Согласно Списку населённых пунктов Крымской АССР по Всесоюзной переписи 17 декабря 1926 года, в селе Чукурча, центре упразднённого к 1940 году Чукурчинского сельсовета Симферопольского района, числилось 104 двора, из них 68 крестьянских, население составляло 365 человек. В национальном отношении учтено: 305 татар, 34 русских, 14 украинцев, 6 немцев, 2 грека, 2 чеха, 1 армянин, 1 записан в графе «прочие», действовала татарская школа, в 1930-е годы сельсовет был упразднён. По данным всесоюзной переписи населения 1939 года в селе проживало 868 человек.
В 1944 году, после освобождения Крыма от фашистов, согласно Постановлению ГКО № 5859 от 11 мая 1944 года, 18 мая крымские татары были депортированы в Среднюю Азию. 12 августа 1944 года было принято постановление № ГОКО-6372с «О переселении колхозников в районы Крыма» и в сентябре 1944 года в район приехали первые новоселы (212 семей) из Ростовской, Киевской и Тамбовской областей, а в начале 1950-х годов последовала вторая волна переселенцев из различных областей Украины. С 25 июня 1946 года Чокурча в составе Крымской области РСФСР. Чокурча была переименована в Луговое 18 мая 1948 года указом Президиума Верховного Совета РСФСР. 26 апреля 1954 года Крымская область была передана из состава РСФСР в состав УССР. На 15 июня 1960 года село числилось в составе Денисовского сельсовета. Указом Президиума Верховного Совета УССР «Об укрупнении сельских районов Крымской области», от 30 декабря 1962 года Симферопольский район был упразднён и село присоединили к Бахчисарайскому. 1 января 1965 года, указом Президиума ВС УССР «О внесении изменений в административное районирование УССР — по Крымской области», вновь включили в состав Симферопольского.
В 1970-е годы входило в Трудовской Присоединено к Симферополю в период с 1 января по 1 июня 1977 года.

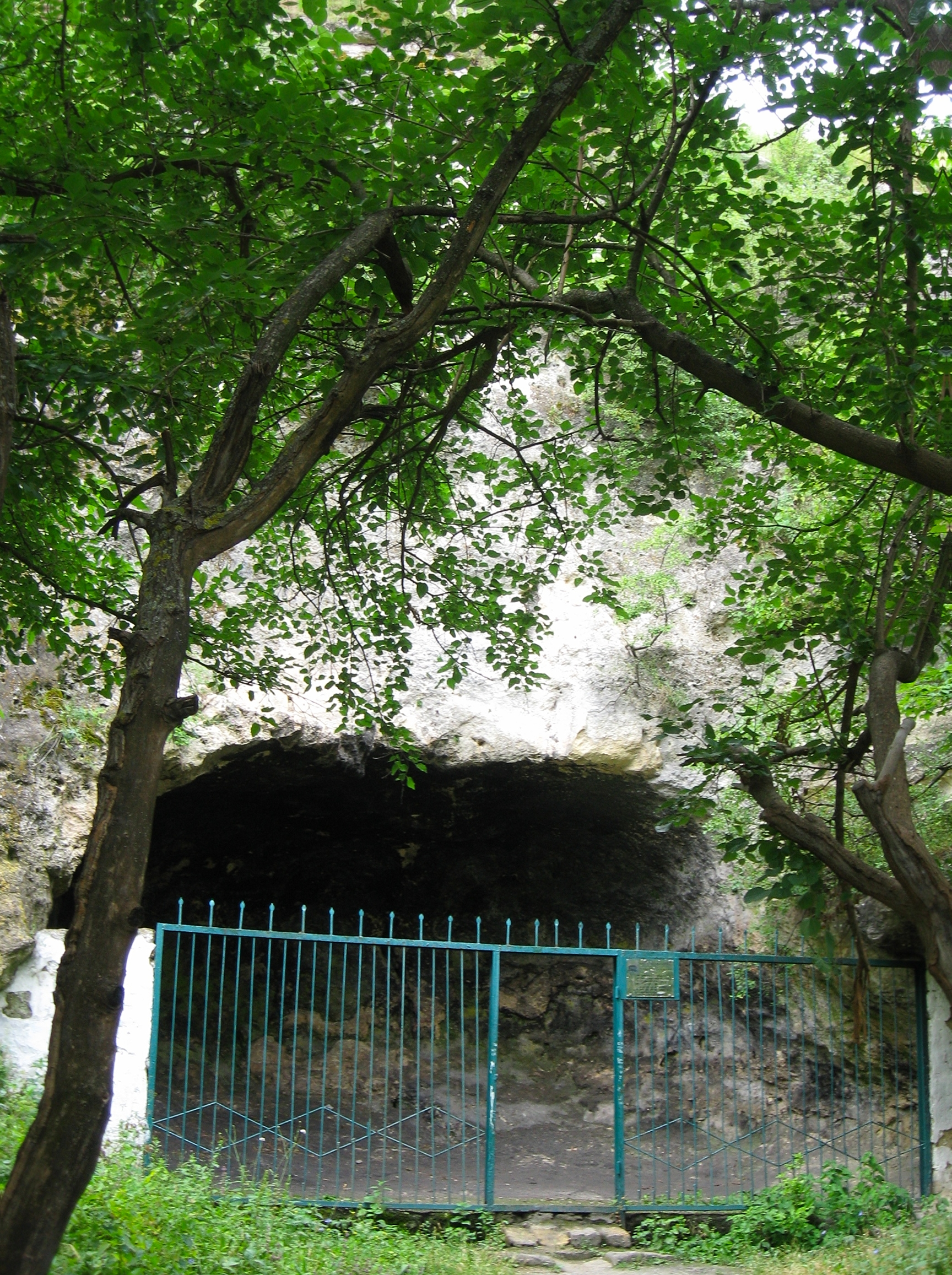
Грот Чокурча I
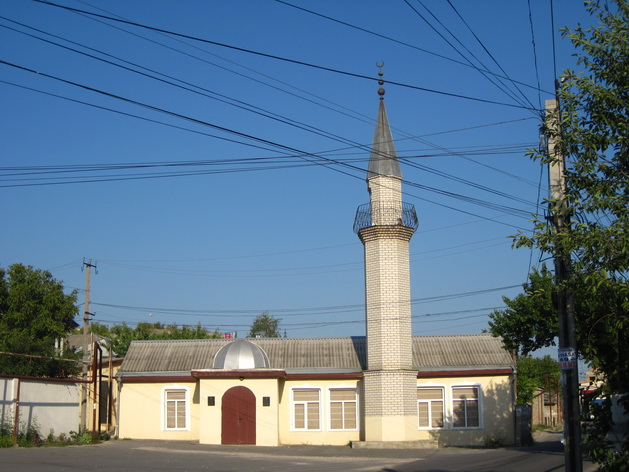
Мечеть Чокурча джамиси, XVII век
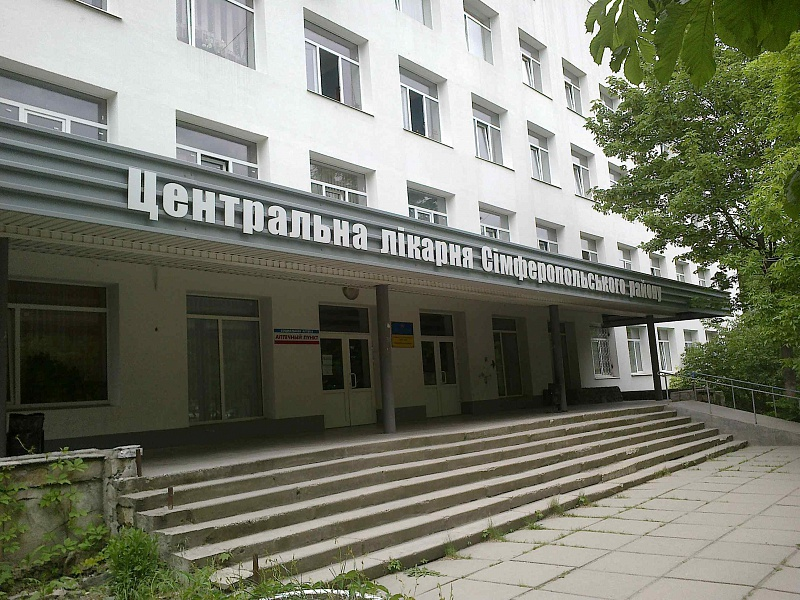
Симферопольская центральная районная клиническая больница

На территории села, на берегу реки Малый Салгир (Чокурча) находится археологический памятник каменного века эпохи мустье — грот Чокурча. 
. В обрывах над деревней испокон веков находились естественные гроты, которые местное население использовало как загоны для скота. В 1927 году геолог П. А. Двойченко и археолог С. Забнин провели в одном из гротов археологические раскопки. Грот был назван по имени близлежащей деревушки — Чокурча. Он достигает 7 метров в ширину и уходит в глубь массива на 5 метров. 50 — 70 тысяч лет назад, во времена палеолита (древнего каменного века) здесь существовала стоянка первобытных охотников-неандертальцев. Мощность археологических отложений внутри грота составила около 1 метра и 4 метра на склоне. В напластованиях были обнаружены кости представителей древней фауны, которые когда-то жили на территории современного Симферополя: мамонт, зубр, баран, антилопа-сайга, гигантский олень, кабан, носорог, дикая лошадь, осел, волк, лисица, бурый медведь, гиена, заяц. Грот в 1947 году объявили памятником природы. В настоящее время памятник сильно поврежден.
По адресу г. Симферополь, ул. Луговая, 73 находится Симферопольская центральная районная клиническая больница
В послевоенное время на территории села Лугового была размещена крупная воинская часть, 1398-й противотанковый артиллерийский полк 32 армейского корпуса. Для семей офицерского состава в 1950-60 гг. был построен военный городок (в настоящее время квартал г. Симферополя пер. Карьерный — ул. Луговая). После перехода в 1991 г. под юрисдикцию Украины часть расформирована, земля передана под жилищную застройку.
Летом 2014 была совершена попытка поджога мечети «Чукъурча джамиси» в Луговом. Как свидетельствует запись с камеры наблюдения, около 4-х утра неизвестный молодой человек, одетый в светлую одежду, с капюшоном на голове, черными перчатками и рюкзаком, несколько раз бросил в здание «коктейли Молотова». Имам мечети Мухаммед Исламов считает, что злоумышленник не просто вандал. «По его манере совершения преступления видно, что человек был подготовлен», — рассказал священнослужитель.
По данным прокуратуры Крыма в 2015 год за попытку поджога мечети в Крыму арестовали бойца батальона «Азов».

## Динамика численности населения
| - 1805 год — 187 чел. - 1864 год — 231 чел. - 1889 год — 251 чел. - 1892 год — 393 чел. | - 1902 год — 233 чел. - 1915 год — 720/40 чел. - 1926 год — 365 чел. - 1939 год — 868 чел. |